# Список акронімів української мови (Є)
Список акронімів української мови, які починаються з літери «Є»:
- ЄААА — Євро-Азіатська акредитаційна асоціація
- ЄАВТ — Європейська асоціація вільної торгівлі
- ЄАЕС — Євразійський економічний союз
- ЄАК — Єврейський антифашистський комітет
- ЄАР — Єменська Арабська Республіка
- ЄАС — Євразійський Союз
- ЄБРР — Європейський банк реконструкції та розвитку
- ЄврАзЕС — Євразійське економічне співтовариство
- ЄВРОНЕСТ (англ. EURONEST: European Neighbourhood Policy - East) — парламентська установа Східного партнерства між Європейським Союзом та його Східноєвропейськими партнерами
- ЄВС — Європейська валютна система
- ЄГФ — Європейська гандбольна федерація
- ЄДЕ — Єдиний державний екзамен
- ЄДР — Єдиний державний реєстр юридичних осіб, фізичних осіб-підприємців та громадських формувань
- ЄДРПОУ — Єдиний державний реєстр підприємств та організацій України
- ЄДРСР — Єдиний державний реєстр судових рішень
- ЄДСЗР — Єдина державна система запобігання і реагування на надзвичайні ситуації техногенного і природного характеру
- ЄЕЗ — Європейська економічна зона
- ЄЕП — Єдиний економічний простір
- ЄЕС — Європейська економічна спільнота
- ЄІБ — Європейський інвестиційний банк
- ЄК — Європейська комісія
- ЄКА — Європейське космічне агентство
- ЄКПЛ — Європейська конвенція з прав людини
- ЄМЗЯ — Європейська мережа забезпечення якості вищої освіти
- ЄМР — Єдина мережева розмітка
- ЄМС — Європейська мовна спілка
- ЄОВіС — Європейське об'єднання вугілля і сталі
- ЄП — Європейський парламент
- ЄПС — Європейська політика сусідства
- ЄПЦ — Єрусалимська православна церква
- ЄР — «Єдина Росія»
- ЄРДР — Єдиний реєстр досудових розслідувань
- ЄРТВ — Європейська рада з толерантності та взаємоповаги
- ЄС — Європейський Союз
- ЄС — партія «Європейська Солідарність»
- ЄСВ — Єдиний соціальний внесок
- ЄСІТС — Єдина судова інформаційно-телекомунікаційна система
- ЄСКД — Єдина система конструкторської документації
- ЄСМ — Євразійський союз молоді
- ЄСПД — Єдина система програмної документації
- ЄСПЛ — Європейський суд з прав людини
- ЄСС — Європейський союз студентів
- ЄСТД — Єдина система технологічної документації
- ЄСТПВ — Єдина система технологічної підготовки виробництва
- ЄЦБ — Європейський центральний банк